# 趙儒
趙儒（1478年—1566年），字廷文，又字席珍，號渭北，陝西西安府華州華陰縣人，軍籍，明朝政治人物。

## 生平
正德十一年（1516年）丙子科陝西鄉試第十七名舉人，十二年（1517年）聯捷丁丑科會試第三百十一名，二甲第四十五名進士。吏部觀政，授工部虞衡司主事，升員外郎、屯田司郎中，出為四川敘州府知府，調湖廣永州府知府，致仕。卒年八十九。

## 家族
曾祖趙麟；祖父趙恭，巡檢；父趙龍，字虞臣，弘治二年舉人，長壽縣知縣。母仇氏。慈侍下。弟趙保。